# Bromsgrove (district)
Bromsgrove est un district non-métropolitain du Worcestershire, en Angleterre. Son chef-lieu est la ville éponyme de Bromsgrove. Il est créé le 1er avril 1974, en vertu du Local Government Act 1972, par la fusion des anciens districts urbain et rural de Bromsgrove.
Outre Bromsgrove, les principales localités du district sont Alvechurch, Aston Fields (en), Belbroughton, Catshill (en), Clent, Hagley, Rubery (en), Stoke Prior (en) et Wythall.